# Prionus corpulentus
Prionus corpulentus là một loài bọ cánh cứng trong họ Cerambycidae.